# Kotliská
Kotliská jsou horský vrchol o nadmořské výšce 1937 m nacházející se v hlavním hřebeni Nízkých Tater, západně od Poľany, nad obcí Krpáčovo. Přes vrchol prochází červeně značená turistická stezka cesta hrdinů SNP. Z Kotlisk vybíhá na jih rozsocha Skalky.

## Přístup
- po  značce z Poľany přes Krížské sedlo
- po  značce z Chabence
- po  značce z Dolné Lehoty přes Strmý vŕštek